# Frýdlant nad Ostravicí
Frýdlant nad Ostravicí (en allemand : Friedland an der Ostrawitza) est une ville du district de Frýdek-Místek, dans la région de Moravie-Silésie, en République tchèque. Sa population s'élevait à 9 923 habitants en 2024.

## Géographie
Frýdlant nad Ostravicí se trouve à 11 km au sud de Frýdek-Místek, à 27 km au sud-est d'Ostrava et à 287 km à l'est-sud-est de Prague.
La commune est limitée par Metylovice au nord-ouest, par Pržno au nord, par Janovice au nord-est, par Krásná à l'est, par Malenovice au sud-est, par Ostravice au sud et par Pstruží au sud-ouest.

## Histoire
La première mention écrite de la localité date de 1256.

## Administration
La commune se compose de trois sections :
- Frýdlant
- Lubno
- Nová Ves

## Galerie

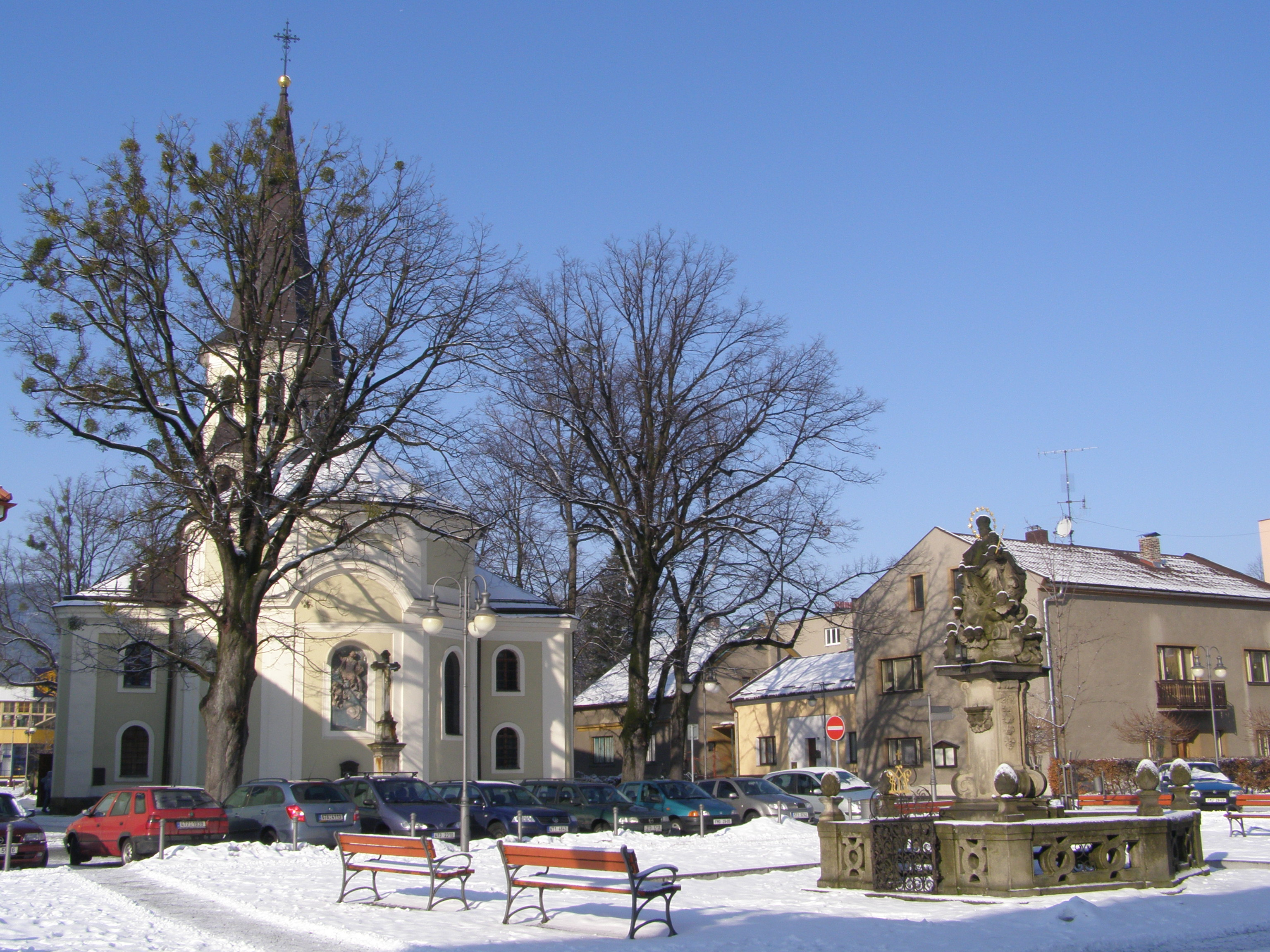
Église Saint-Barthélemy.
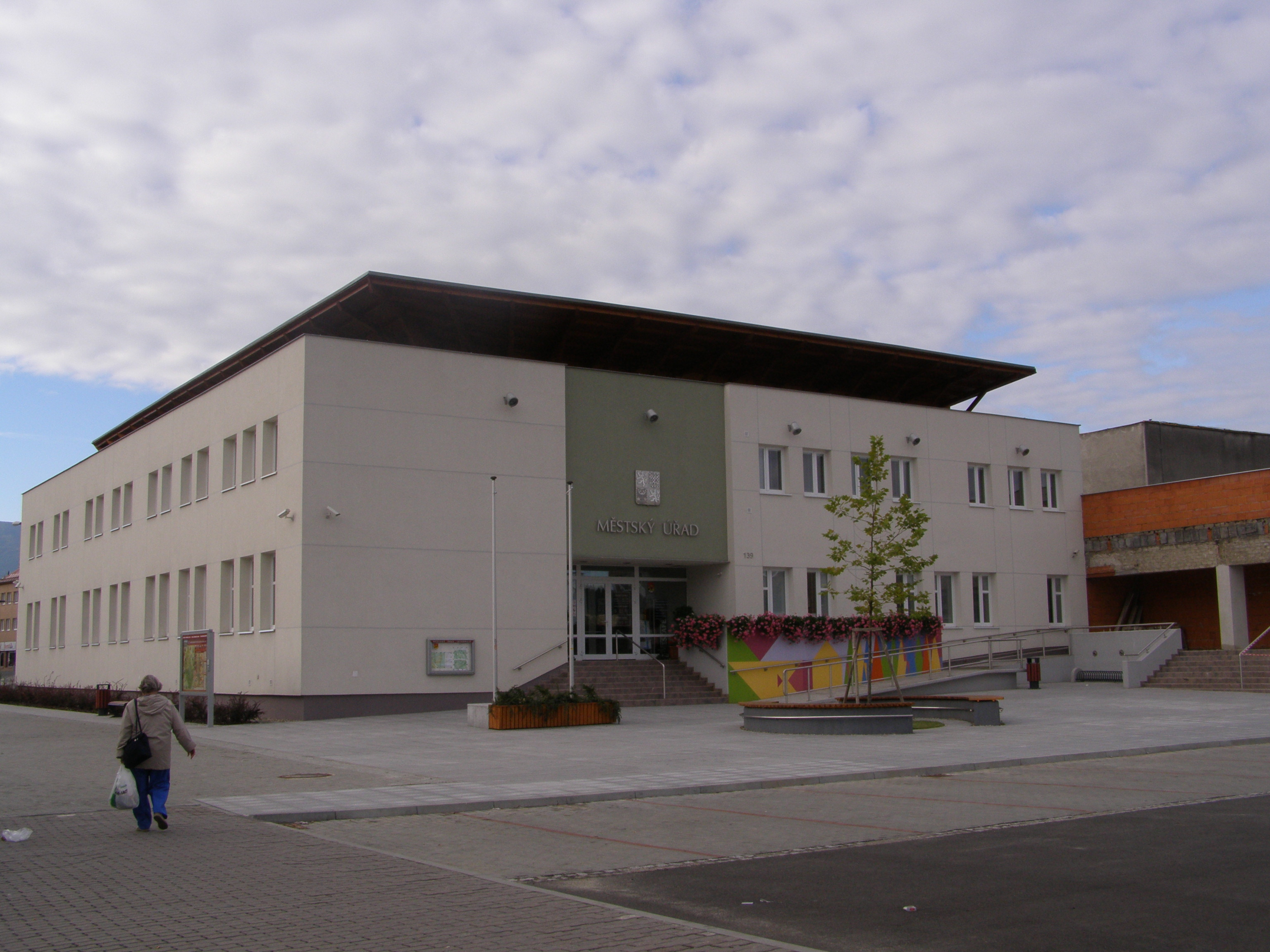
Hôtel de ville.

## Transports
Par la route, Frýdlant nad Ostravicí se trouve à 12 km de Frýdek-Místek, à 32 km d'Ostrava et à 359 km de Prague.